# Kiln
Kiln is een plaats (census-designated place) in de Amerikaanse staat Mississippi, en valt bestuurlijk gezien onder Hancock County.

## Demografie
Bij de volkstelling in 2000 werd het aantal inwoners vastgesteld op 2040.

## Geografie
Volgens het United States Census Bureau beslaat de plaats een oppervlakte van
34,8 km², waarvan 34,5 km² land en 0,3 km² water. Kiln ligt op ongeveer 3 m boven zeeniveau.

## Plaatsen in de nabije omgeving
De onderstaande figuur toont nabijgelegen plaatsen in een straal van 24 km rond Kiln.